# 居间炭黑粉菌
居间炭黑粉菌（学名：Anthracoidea intercedens）是属于黑粉菌目炭黑粉菌科炭黑粉菌属的一种真菌，寄生在苔草属植物上。该种分布于中国、瑞典、匈牙利等地。